# 哈夫丹·舍特
哈夫丹·舍特（挪威語：Halfdan Schjøtt，1893年12月26日—1974年2月14日），挪威男子帆船运动员。他曾代表挪威参加1920年夏季奥林匹克运动会帆船比赛，获得一枚金牌。他于1974年在卑尔根去世。